# ジョルジュ・ビュルー
ジョルジュ・ビュルー（Georges Burou, 1910年 - 1987年）はモロッコに在住したフランス国籍の産婦人科医である。トランスウーマンのための陰茎陰嚢皮膚翻転法（性別適合手術）を確立したことで知られる。
ジョルジュ・ビュルーは1910年に当時フランス領であったアルジェリアに生まれ、1940年に、モロッコのカサブランカに移住し、現地に「パルク診療所」（Clinique du Parc）を設けた。そして、アメリカ人医師との協力や研究を重ねて、1950年代後半に彼独自の陰茎陰嚢皮膚翻転法の基礎を確立した。その後フランスをはじめとして世界各国から、性別適合手術を希望するトランスウーマンがカサブランカの「パルク診療所」を訪れるようになる。
1973年にはスタンフォード大学医学部にて、その術法を公開し陰茎陰嚢皮膚翻転法がアメリカをはじめとして世界的に普及することとなった。しかし、その時点で彼は600名以上のトランスウーマンのために性別適合手術を実施していた。彼は「私は男性を女性にするのではない、ただ外性器の形状を修正するのだ、大切なことは当事者の心の内にある」という言葉を残している。
だが、モロッコがかつて性転換手術の代名詞のように語られていたのはビュルーの存在というモロッコの特殊な歴史的・個人的な事情に過ぎず、モロッコ自体は現代でもなおLGBTQ+に不寛容な国である。

## 関連事項
- 性別適合手術
- トランスジェンダー